# Santiago Ixcuintla
Santiago Ixcuintla is een stadje in de Mexicaanse staat Nayarit. De plaats heeft 16.710 inwoners (census 2005) en is de hoofdplaats van de gemeente Santiago Ixcuintla.
Santiago Ixcuintla is gelegen aan de kustvlakte van Nayarit, aan de Río Grande de Santiago. Belangrijke inkomsten zijn de landbouw (tabak) en de visserij.

## Geboren
- Juan Virgen (1987), beachvolleyballer